# Сияние России
Сия́ние Росси́и — традиционный ежегодный всероссийский фестиваль, который проводится в Иркутской области с 1994 года. Полное название — Всероссийский фестиваль «Дни русской духовности и культуры „Сияние России“».
Был основан в 1994 году по инициативе Русского певца, Александра Васильевича Шахматова, при поддержке писателей Валентина Распутина и Марка Сергеева, губернатора Иркутской области Бориса Говорина и епископа Иркутского и Ангарского Вадима.
В фестивале принимают участие театральные и музыкальные коллективы и исполнители, а также артисты, литераторы и художники из Иркутска и других городов.